# Ів Сен-Лоран
Ів Сен-Лоран (повне ім'я Ів Анрі́ Дона́ Матіє Сен-Лора́н, фр. Yves Henri Donat Mathieu-Saint-Laurent; *1 серпня 1936, Оран, Французький Алжир, Франція — †1 червня 2008, Париж, Франція) — французький модельєр, який працював у світі високої моди в 1960-ті і 1970-ті роки.

## Біографія
Народився в 1936 році в Алжирі в заможній аристократичній родині, коли держава Алжир була колонією Франції. У 17 років він приїхав до Парижа з широким портфоліо й незабаром здобув популярність і кілька нагород у галузі дизайну.
У 1954 році Сен-Лоран почав працювати в домі моди Крістіана Діора, після смерті якого в 1957 році став на чолі його модельного дому (тоді Сен-Лорану був усього 21 рік). Покликаний на військову службу під час Алжирської війни за незалежність, демобілізований після нервового зриву і депресії, проходив лікування в психіатричній клініці.
Повернувшись до Парижа, модельєр побачив, що у фірмі Діора йому вже знайдено заміну. Переживши черговий нервовий зрив, у 1962 році разом зі своїм партнером П'єром Берже заснував власний дім моди — модельний дім «Yves Saint Laurent», або скорочено YSL. П'єр Берже займався питаннями бізнесу, тоді як модельєр розробляв нові тенденції в одязі. Ввів у жіночу моду елементи чоловічого гардероба — штани, шкіряні піджаки, чоботи по стегно і навіть смокінги.
У 1983 році став першим модельєром, якому за життя була присвячена виставка в нью-йоркському музеї Метрополітен. За словами кутюр'є Кристіана Лакруа, таємниця успіху Сен-Лорана полягала в його приголомшливій різноманітності. Інші великі дизайнери працювали всередині одного стилю, а Сен-Лоран умів поєднувати «форму Шанель, розкіш Діора і дотепність Скіапареллі».
У 2002 році Сен-Лоран через тяжку хворобу залишив сцену моди й оголосив, що вирішив завершити кар'єру кутюр'є і продати дім моделей, який у підсумку перейшов до компанії «SLPB Prestige Services». Вивченням спадщини дому «Yves Saint Laurent» займається створений партнерами фонд «П'єр Берже — Сен-Лоран».
Останні роки життя Ів Сен-Лоран украй рідко з'являвся на публіці. Помер від раку. Похорони, що призначалися на 6 червня, були перенесені на 5-е на прохання президента Франції Ніколя Саркозі. Прощання з модельєром пройшло 5 червня 2008 року в Парижі на вулиці Сен Онор, в районі церкви Сен Рош, де на півдня було перекрито рух.
У 2010 році в Парижі у будівлі Малого палацу відбулася масштабна ретроспективна виставка, присвячена творчому шляху французького кутюр'є.

## Особисте життя
Ів Сен-Лоран був геєм. Незадовго до своєї смерті уклав одностатевий союз зі своїм давнім партнером і співвласником компанії «Yves Saint Laurent», підприємцем П'єром Берже.

## Цікаві факти про Ів Сен-Лорана
- Ще перед навчанням у школі дизайну Ів Сен-Лоран створював сукні для своїх сестер і матері.

- Ів Сен-Лоран познайомився з Крістіаном Діором у юному віці завдяки редактору французького Vogue, Мішелю де Брунхоффу.

- 1954 року 18-річний Сен-Лоран виграв у змаганні ескізів Міжнародного секретаріату вовни. Одним з головних суперників Іва був 21-річний німецький студент Карл Лагерфельд.

- Крістіан Діор найняв молодого Сен-Лорана своїм асистентом, тільки-но побачив ескізи дизайнера-початківця (зокрема тому, що вони неабияк нагадували його власні). Проте перший рік у ролі асистента Сен-Лоран виконував прості завдання, наприклад, декорував студію і проєктував аксесуари, і тільки згодом з його малюнків почали виконувати моделі для шоу Haute couture.

- 1960 року Іва Сен-Лорана призвали на службу у французьку армію під час війни за незалежність Алжиру. Там він пробув усього 20 днів, після чого його госпіталізували у зв'язку зі стресом. Удару завдало й звільнення з Dior (через службу). Сен-Лорану призначили лікування, у межах якого він приймав великі дози заспокійливих і психоактивних препаратів, а також проходив електрошокову терапію. Після одужання дизайнер подав до суду на Christian Dior за порушення контракту — і переміг.

- Під час роботи над власним лейблом, заснованим 1961 року разом з П'єром Берже, модельєр створив чимало знакових елементів сучасного гардероба, найвідомішим з яких є Le Smoking — жіночий смокінг-костюм, один з головних кодів модного дому Yves Saint Laurent
- Одна із найпопулярніших колекцій Yves Saint Laurent — сукні Модріан, які були представлені в 1965 році. Колекція вшановує нідерландського художника Піта Мондріана, відомого своїми геометричними композиціями та використанням первинних кольорів. Піт Мондріан використовував лише основні кольори: червоний, синій і жовтий, а також чорний, білий і сірий. Він ставився до них як до твердих тіл і обмежував їх чорними лініями, що розмежовували квадратні чи прямокутні поверхні.
- Преса не жаліла дизайнера і час від часу жорстко його критикувала. Під приціл потрапляли колекції, створені як для дому Christian Dior, так і для власного модного лейблу — наприклад, колекція осінь-зима 1966/1967 з варіаціями легендарного смокінга, яку критик The New York Times, Глорія Емерсон, назвала "застарілою" і заявила, що Сен-Лоран "занадто сильно напружується, аби переконати світ у тому, що він йде в ногу з молодими дизайнерами".

- Ів Сен-Лоран був першим французьким кутюр'є, який уже 1967 року представив повну лінію prêt-à-porter. Його першим замовником стала Катрін Денев. Того ж року акторка першою вийшла у світ у смокінгу дизайнера.

- У 1960—1970-х роках дизайнер був частим гостем паризьких клубів Regine's та Studio 54, де часто випивав та вживав кокаїн.

- Ів Сен-Лоран був великим шанувальником творчості Марселя Пруста: у своїх зверненнях до преси він неодноразово цитував письменника. Наприкінці 1970-х разом із П'єром Берже вони придбали неоготичну віллу Шато Габріель у Бенервіль-сюр-Мер, неподалік Довіля у Франції. А все тому, що Пруст був частим гостем попереднього власника будинку Гастона Галімарда. Після придбання Сен-Лоран і Берже доручили Жаку Гранджу прикрасити будинок темами, натхненими твором "У пошуках втраченого часу" Пруста.

- 1983 року Сен-Лоран став першим живим модельєром, якого удостоїли персональної виставки у Метрополітен-музеї.

- Сен-Лоран вважав, що найважливішим знайомством у його житті було знайомство із самим собою.[8]

## Костюми, створені Ів Сен Лораном для фільмів
Нижче подано добірку найвідоміших прикладів, коли французький кутюр’є Ів Сен Лоран (Yves Saint Laurent) розробляв або спеціально підбирав костюми для кіно. Найчастіше він працював з акторкою Катрін Денев, яка була його близькою подругою та музою. У цих фільмах стиль і елегантність бренду YSL відіграли помітну роль у створенні екранного образу героїнь.
1. «Денна красуня» (Belle de Jour, 1967)
  - Акторка: Катрін Денев
  - Режисер: Луїс Бунюель
  - Відома особливість: Ів Сен Лоран створив культовий гардероб для головної героїні — від стриманих плащів та класичних костюмів до легендарних чорних туфель із пряжками. Стримана елегантність образів контрастувала з потайним подвійним життям героїні.
2. «Затамований подих» (La Chamade, 1968)
  - Акторка: Катрін Денев
  - Режисер: Ален Кавальє
  - Відома особливість: У «La Chamade» Деньов зіграла світську красуню, стиль якої злегка відображає свободу 1960-х. Ів Сен Лоран підкреслив юність і витонченість героїні за допомогою лаконічних, але водночас розкішних суконь та костюмів.
3. «Сирена з Міссісіпі» (La Sirène du Mississipi, 1969)
  - Акторка: Катрін Денев
  - Режисер: Франсуа Трюффо
  - Відома особливість: Образи героїні Деньов – від світлих костюмів до суконь, що поєднують елегантні силуети з легким відтінком ретро. Ів Сен Лоран зробив акцент на стриманій жіночності, що пасувала загадковому характеру персонажа.
4. «Liza» (1972)
  - Акторка: Катрін Денев
  - Режисер: Марко Феррері
  - Відома особливість: Хоча фільм менш відомий широкому загалу, проте костюми від Ів Сен Лорана тут вирізняються поєднанням класичних ліній і моди 70-х років — легкі сукні з м’якими формами та характерними принтами.
5. «Дикий» (Le Sauvage, 1975)
  - Акторка: Катрін Денев
  - Режисер: Жан-Поль Раппно
  - Відома особливість: Для героїні, яка опиняється в умовах «дикої» природи та морських подорожей, Сен Лоран створив не лише вишукані міські вбрання (пальта, блейзери, сукні), а й більш невимушені костюми для пригодницьких сцен. Так він підкреслив контраст між елегантністю та оточенням.
6. «Голод» (The Hunger, 1983)
  - Акторка: Катрін Денев
  - Режисер: Тоні Скотт
  - Відома особливість: Хоча у фільмі були задіяні й інші костюмери, відомо, що частина гардеробу «вампірської» героїні у виконанні Деньов стилістично базувалася на дизайнах YSL. Особливо виділялися елегантні костюми та блузи, що доповнювали холодну красу й загадковість персонажа.

## Сад Мажорель

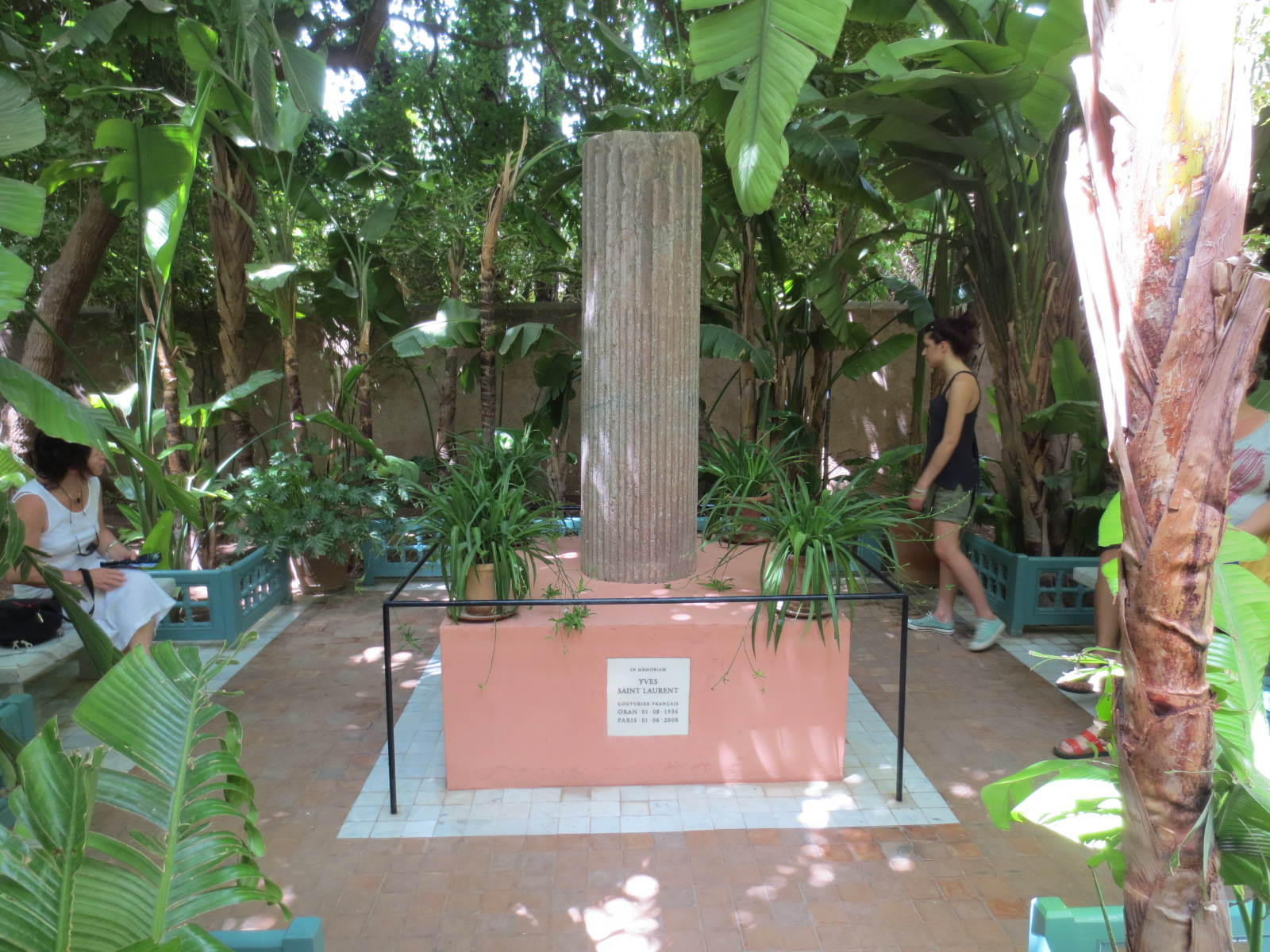
Меморіал Ів Сен-Лорана в Jardin Majorelle в Маракеші

Ів Сен-Лоран, що народився в алжирському Орані, відкрив для себе «охрове» місто Маракеш ву1967 році. Майже десять років художник зупинявся в «Дар ель-Ханші», «будинку змія», що знаходиться біля медіни (старої частини міста), а потім у 1980 році Ів Сен-Лоран і бізнесмен П'єр Берже вирішили купити у кварталі Геліц віллу «Оазис» і сади, що належали вдові художника Жака Мажореля. Вони хотіли врятувати від руйнівних проєктів забудовників це прекрасне за своєю красою володіння, що занепадало. У березні 2000 року було ухвалено рішення реставрувати сад, і Сен-Лоран і його друг вклали в цей проєкт чималі кошти. 350 видів рослин і квітів, привезених з п'яти континентів, прекрасна колекція кактусів, пальм, бамбука, папоротей з Латинської Америки і Океанії роблять цей сад чарівним.
2004 року П'єр Берже і Ів Сен-Лоран заснували Асоціацію зі збереження і подальшого процвітання саду Мажорель, у веденні якої знаходиться управління цим неповторним садом, що розташувався на площі в 1 гектар, і колишньою студією художника Мажореля, які щорічно відвідують не меншого 600 тисяч осіб. Останній раз великий майстер відвідував Маракеш у листопаді 2006 року.
Синя вілла «Мажорель» і сад в Маракеші багато років були джерелом натхнення великого кутюр'є Іва Сен-Лорана. У доступній для відвідувачів частині саду і буде похований його прах.

## Нагороди
- Великий офіцер ордена Почесного легіону (2007)
- Командор ордена Почесного легіону (2001)
- Кавалер ордена Почесного легіону (1985)

## Галерея

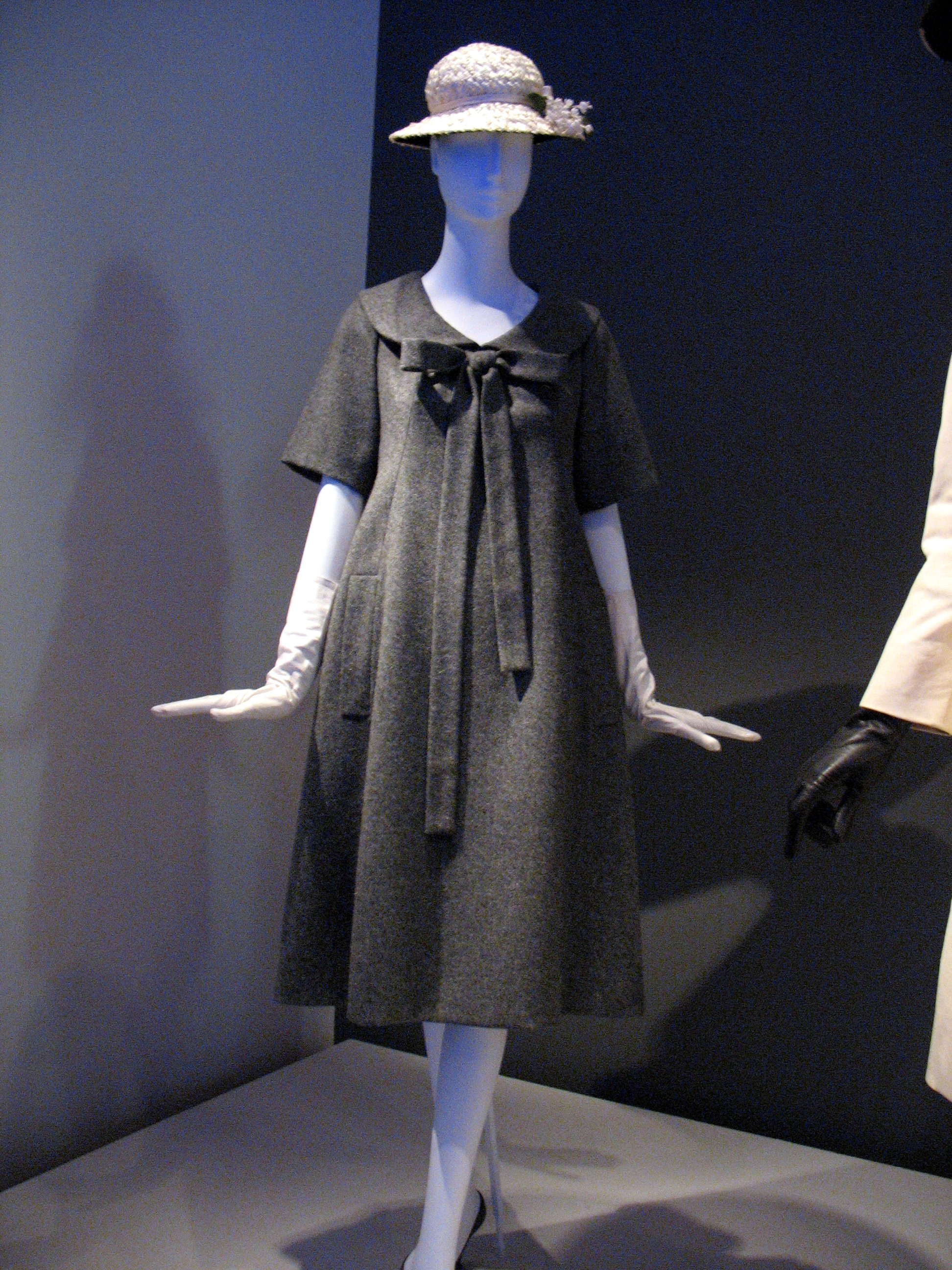
Сукня для Dior, 1958
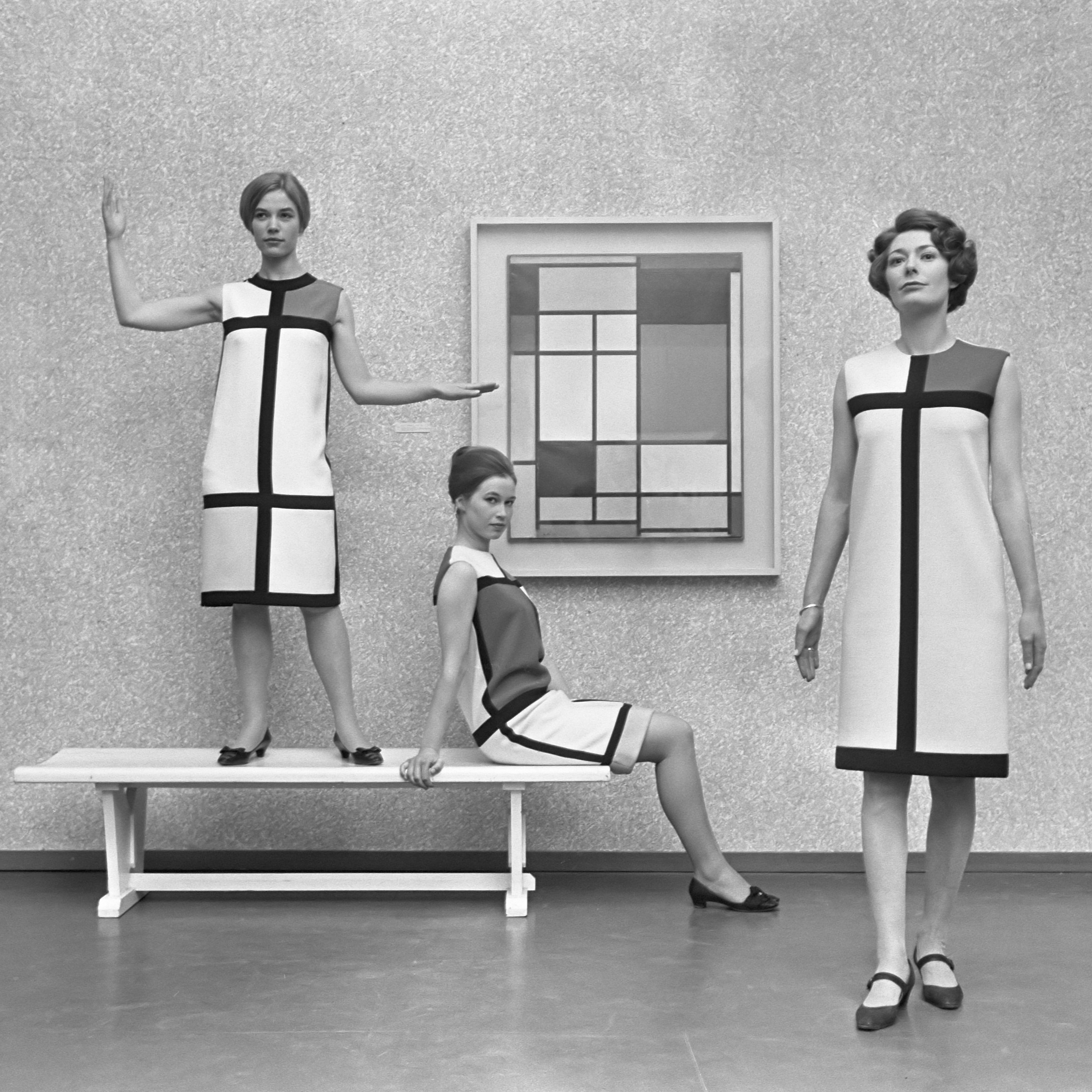
Мондрійська колекція, 1965
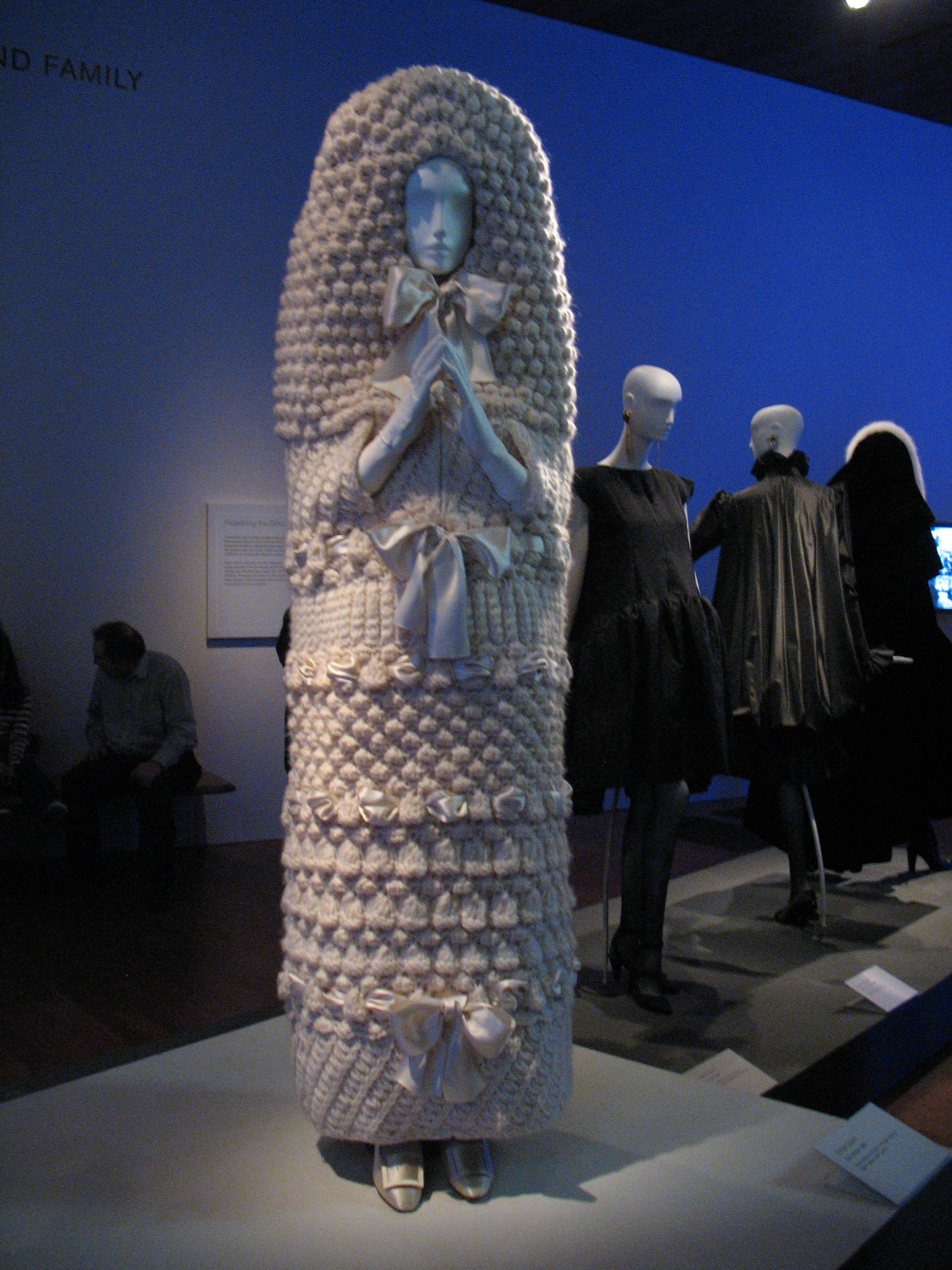
Весільна сукня, 1965
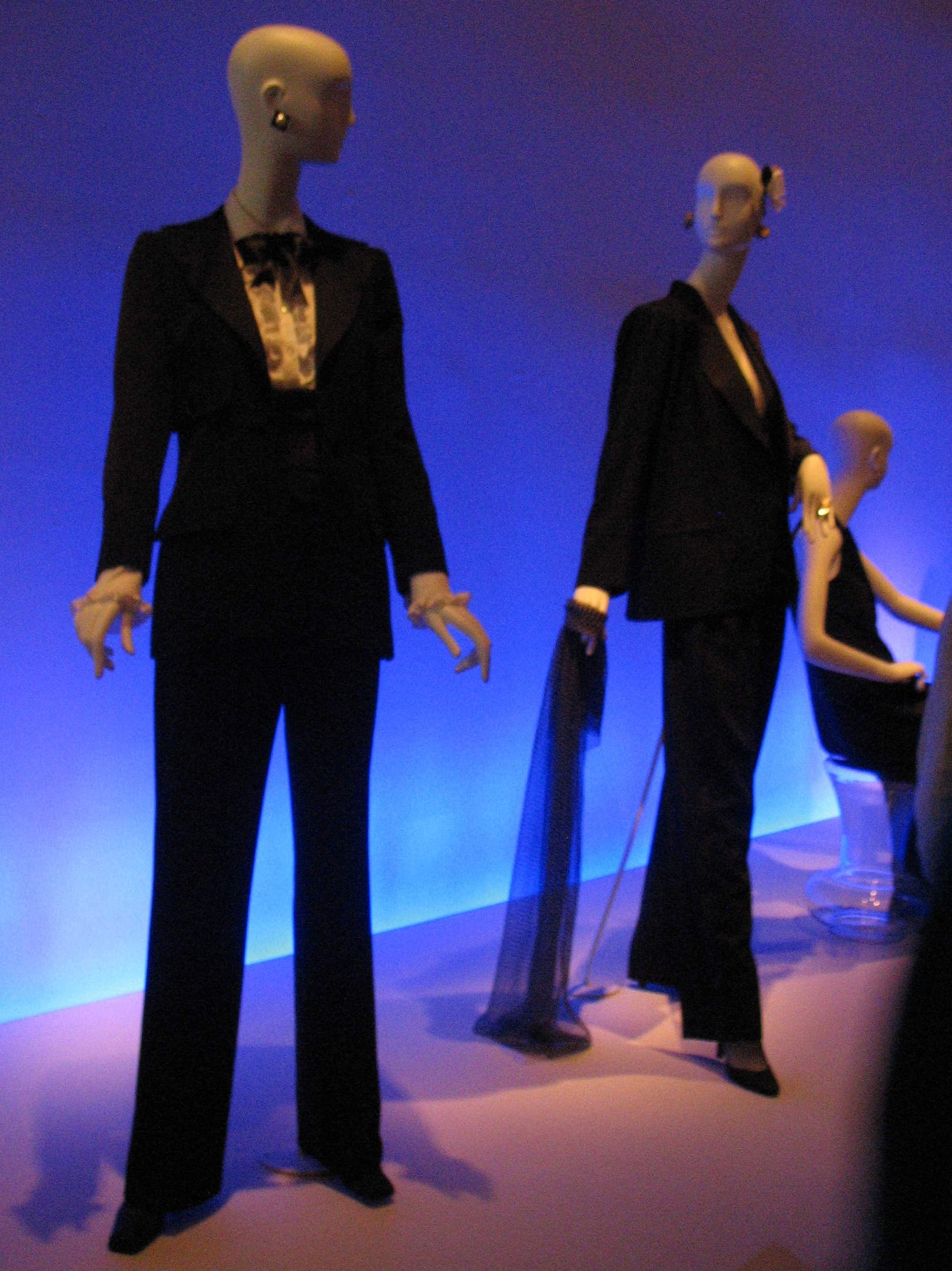
Le Smoking — штанний костюм для жінок
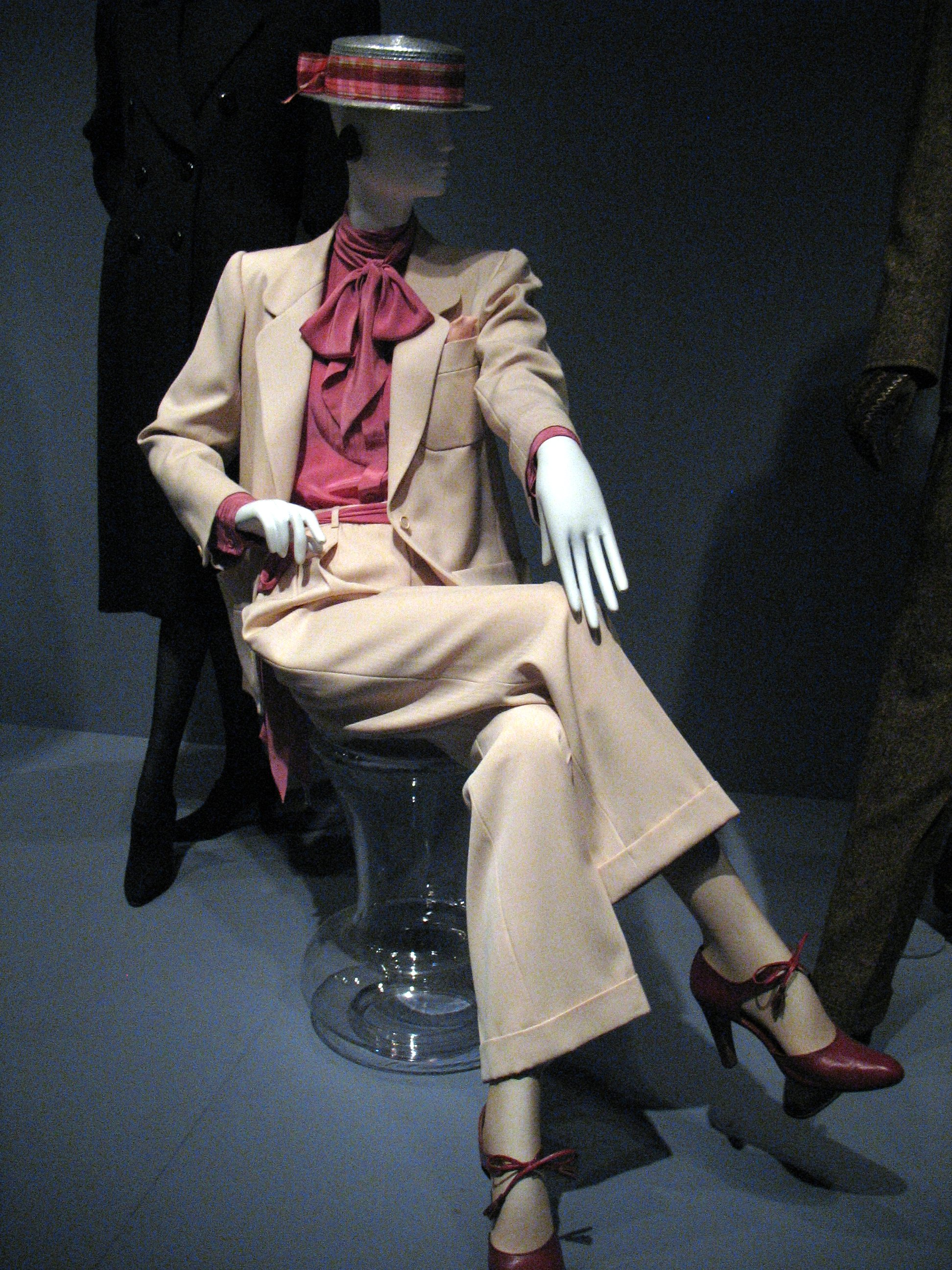
Жіночі штанні костюми